# اقتصاد جزئي
الاقتصاد الجزئي هو فرع من فروع علم الاقتصاد، ويعنى بتحليل ودراسة تصرفات المستهلك والشركة في ظل كمية الموارد المحدودة في البيئة المحيطة، وذلك بهدف فهم عملية صناعة القرار من قبل المستهلك. كما يعنى الاقتصاد الجزئي بفهم كيفية تفاعل المشتري مع البائع والتي بدورها تُحدّد كمية العرض والطلب مما يؤدي إلى تغيّر أسعار للمنتجات بالنسبة إلى الإنتاجية.
من الناحية الأخرى، فإن الاقتصاد الكلي يعنى بدراسة سلوك الاقتصاد العالمي أو الوطني ككتلة واحدة، مثل إجمالي الإنتاج، إجمالي البطالة وغيرها.

## نظرة عامة
أحد المبادئ الرئيسية التي يقوم عليها علم الاقتصاد هي نظرية تكلفة الفرصة (Opportunity cost) فبسبب الندرة يضطر المرء إلى الاختيار، ولكل اختيار تكلفة، والتكلفة هنا هي المنافع المتحصلة في حال أُخْتِير الخيار الآخر، فلو أخذنا على سبيل المثال تاجرا يريد الاستثمار في السوق، واستقر رأيه على خيارين إما شراء عمارة ثمنها 50000 ومدخولها 100000 سنويا أو مخبز ثمنه 50000 ومدخوله 80000 سنويا واختار شراء العمارة فهو في هذه الحالة يدفع ثمن العمارة بالإضافة إلى المنفعة المترتبة لو كان قد اشترى المخبز فيكون إجمالي التكلفة هو 50000 + 80000 == 130000 فتكون الـ 130000 هي مجموع التكلفة الاقتصادية وليست المحاسبية، فالـ 50000 هي التكلفة المحاسبية والـ 80000 هي تكلفة الفرصة أو التكلفة الاقتصادية. وبطريقة أخرى يمكننا القول أن تكلفة الفرصة تعني تكلفة البضاعة أو الخدمة التي تُرِّكَت من أجل الحصول على بضاعة أخرى، وذلك بسبب قلة الموارد التي تجبر الشركات لاختيار المتوفر منها لصنع ما يمكن من البضائع.
ومن ذلك تنطلق أربع مشاكل أساسية (معروفة بالمشاكل الأربع في الاقتصاد) وتُدْرَس من الناحية الجزئية والكلية:
1. ما الذي يجب صنعه وبأي سعر؟
2. من المستهلك؟
3. لماذا الموارد معطلة أو مستخدمة بشكل سيئ؟
4. ما الذي يؤدي إلى النمو الاقتصادي ؟

يركز الاقتصاد الجزئي على عدة أمور منها التوازن (الطلب والعرض)، والمرونة، وآلية عمل الأسعار النسبية في ظل توافر السلع والمنتجات والعرض والطلب، ونظرية اللعبة (Game theory)، وتوافر المعلومات أو الشفافية في السوق والمنافسة الكاملة.

## العرض والطلب
فرضية العرض والطلب منافسة على نحو كامل في السوق، والذي بدوره يوحي بأن البائع أو المشتري لا يمكنه بأي شكلٍ كان أن يؤثر على سعر بضاعة أو خدمة. وبسبب عدم أو قلة وجود ما يسمى بالمنافسة الكاملة فالمبادئ الخاصة بهذه الفرضية لا تتحقق غالباً.

### الطلب
يقصد بالطلب مجموع الكمية المطلوبة من المستهلكين لبضاعة أو خدمة معينة في فترة زمنية معينة مع ثبات العوامل المؤثره
في الاستهلاك.
2- الدخل للفرد.
3- وجود بدائل أو مكملات للبضاعة المطلوبة.
4- حجم السوق الفّعال (عدد السكان).
5- الذوق العام والخاص (مثال، الميل إلى نوع معين من الشاي).
6- توزيع الدخل بين السكان.
7- التوقعات المستقبلية لحالة معينة (مثال، توقع شتاء قارس يؤدي إلى طلب مرتفع على الملابس الشتوية).
8- التركيبة الديموغرافية للسكان.
9- العوامل الموسمية.
قانون الطلب وهو قانون ينص على أن كمية الطلب مرتبطة عكسيا بالسعر (بتساوي جميع العوامل الأخرى) أي عند زيادة الأسعار، يقل الطلب على السلعة المطلوبة وعند أنخفاض الأسعار يزيد الطلب، أحد الأسباب الرئيسية المؤدية لهذا القانون هي وجود بدائل أخرى. أحد الركائز الأخرى هي منحنى الطلب (Demand curve) وهي العلاقة بين السعر والكمية المطلوبة، ومن الأمور المساعدة على تكون القانون هو وجود عدة بائعين ومشترين في آن واحد مما يمكن البائع والمشتري من عملية الشراء وبالتالي نشوء القانون.
تفسير العلاقة العكسية بين السعر وكمية الطلب:
انخفاض السعر يؤدي إلى جذب مشترين جدد، وبالتالي تزيد الكمية المطلوبة مما يؤدي إلى ارتفاع السعر والذي بدورة يؤدي وجود مشترين لا يمكنهم شراء السلعة بسبب السعر الجديد ممايؤدي إلى انخفاض الطلب من جديد وذلك يؤودي إلى انخفاض الكمية المطلوبة.
وجود بدائل يسبب للمشتري المواجهة بارتفاع السعر إلى بحث عن تلك البدائل مما يؤدي بها إلى حلول محل السلع القديمة.

### العرض
كمية العرض ويقصد بها إجمالي السلع المنتجة والتي يرغب المنتج في بيعها خلال مدة زمنية معينة. ويقصد بالرغبة هنا مايود المنتج بيعة وليس شرطاً ان يتم بيع السلع.
قانون العرض ينص على أن الكميه المعروضة مرتبطة طردياً بالسعر، منحنى العرض، منحني العرض يمثل العلاقة بين السعر والكميه المعروضة للسكان.
تفسير العلاقة الطردية بين السعر وكمية العرض:
ترجع العلاقة الموجبة بين السعر والكمية المعروضة إلى أن ارتفاع الأسعار يؤدي إلى زيادة ارباح الشركة مما يؤدي إلى إنتاج المزيد من السلعة وعرضها للبيع في السوق في ظل زيادة الطلب. وحتى إذا كانت التكاليف متزايدة فإن ارتفاع الأسعار سوف يغطي التكاليف ويزيد عنها مما يولد حافزاً للمنتج لزيادة إنتاجه وعرضه من السلعة.
كما أن هناك سببا آخر وهو ان قانون العرض ينظر من وجهة نظر (المنتج) وليس المستهلك، حيث أن المنتج عندما يرى البضاعة مرتفعة السعر فسيسارع إلى زيادة الإنتاج منها وهذا مايحصل فعلا في موسم رمضان مثلا أو موسم الحج لبعض البضائع مثل ماء زمزم مثلا.

## القوانينالاربع الأساسية للعرض والطلب
- القانون الأول: الزيادة في الطلب (مع ثبات العرض)أي الطلب أكبر من العرض تلحقها زيادة في سعر التوازن وكمية التوازن وكذا غلاء سعر السلعة المعينة.
- القانون الثاني: النقص في الطلب (مع ثبات العرض)أي الطلب اصغر من العرض تلحقها نقص في سعر التوازن وكمية التوازن وكدا انخفاض في سعر السلعة المعينة.
- القانون الثالث: النقص في العرض (مع ثبات الطلب)أي العرض اصغر من الطلب تلحقها زيادة في سعر التوازن ونقص في كمية التوزان وكذا غلاء سعر السلعة المعينة.
- القانون الرابع: الزيادة في العرض (مع ثبات الطلب)أي العرض أكبر من الطلب تلحقها نقص في سعر التوازن وزيادة في كمية التوازن وانخفاض سعر السلعة المعينة.[2]

## طرق العمل فيالاقتصادالجزئي
أحد الفرضيات هي ان جميع الشركات تعمل على اتخاذ قرارت حكيمة، مما يؤدي إلى تحقيق أقصى قدر من الربح، ونظرا لهذا الافتراض يوجد أربع فئات للشركات:
- يقال أن الشركة تحقق ربح اقتصادي عندما يكون متوسط التكلفة الكلية أقل من تكلفة منتج إضافي تنتجه الشركة، مما يعني أنها على نقطة الإنتاجية القصوى للربح.
- يقال أن الشركة تحقق ربح طبيعي عندما يكون الربح الاقتصادي مساوي للصفر، ويحدث هذا عندما تكون متوسط التكلفة الكلية مساوياً للسعر عند نقطة الإنتاجية القصوى للربح.
- يقال أن الشركة في طور تقليل الخسائر إذا كان السعر بين متوسط التكلفة الكلية ومتوسط التكلفة المتغير، في هذه الحالة يجب على الشركة ان تستمر في العمل حيث أن الخسائر قد تزداد بسبب التوقف.
- إذا كان السعر اقل من متوسط التكلفة المتغيرة في نقطة الإنتاجية القصوى للربح، يجب على الشركة ان تقفل، وذلك بسبب ان الخسائر سوف تكون أقل بعدم التصنيع، حيث أن مع كل بضاعة تصنع تزداد كمية الخسائر ويكون المردود أقل مما يمكن أن يلغي تأثير الخسائر.[2]